# András Simon
András Simon (ur. 19 marca 1990 w Salgotarjan) – węgierski piłkarz, grający na pozycji napastnika.
Jest wychowankiem Hungári Budapeszt. W 2007 wraz ze swoim kolegą z zespołu Krisztiánem Németh dołączył do Liverpool FC. W sezonie 2009/2010 został wypożyczony do Córdoba CF, grającego w drugiej lidze hiszpańskiej. W latach 2011–2014 występuje w Győri ETO FC, z którego był wypożyczany do takich klubów jak Lombard Pápa, Szombathelyi Haladás i Kecskeméti TE. W 2014 przeszedł do Paksi FC.
Wraz z drużyną Węgier U-17 występował w 2006 roku na młodzieżowych mistrzostwach Europy do lat 17, gdzie Węgry odpadły już w fazie grupowej. Z kadrą U-19 wziął udział w mistrzostwach Europy U-19. Drużyna Simona przegrała wówczas w półfinale z ekipą Włoch. Młody piłkarz, podobnie jak jego kolega klubowy Nemeth zdobył jedną bramkę w całym turnieju, w przegranym 1:2 meczu fazy grupowej z Niemcami.